# Heimatkalender für Fichtelgebirge, Frankenwald und Vogtland
Der Heimatkalender für Fichtelgebirge, Frankenwald und Vogtland ist ein Jahreskalender, in dem seit 1948 neben einem Kalendarium heimatkundliche Aufsätze aus dem nordostoberfränkischen Raum und den angrenzenden Gebieten in Sachsen publiziert werden.
Als Gründungsväter des Heimatkalenders gelten der Wunsiedeler Bürgermeister Georg Meyer, der aus Cheb stammende Archivrat Artur Zechel und der Heimatforscher und Künstler Karl Bedal, die bei einem Treffen 1947 die Herausgabe des Heimatkalenders absprachen und noch unter der alliierten Besatzung beim Rudolf-Zitzmann-Verlag die Druckerlaubnis bekamen. Der 1950 von Zechel gegründete Ackermann-Verlag, später unter der Regie von Helmut Süßmann, übernahm später die Herstellung. Der anfängliche Titel Der Fichtelgebirgsbote wandelte sich 1951 in Oberfränkischer Volkskalender – Fichtelgebirgs- und Frankenwaldbote, Heimatkalender für Nordostbayern. 1953 erfolgte die Umbenennung in Heimatkalender für Fichtelgebirge und Frankenwald und seit der Wiedervereinigung heißt er Heimatkalender für Fichtelgebirge, Frankenwald und Vogtland. Das Vogtland erstreckt sich überwiegend auf Gebiete im heutigen Sachsen, zu ihm gehören aber auch die Grenzräume in Bayern (vergleiche Hofer Land, Regnitzland) und in Tschechien (vergleiche Egerland). Der seit 1951 von Karl Bedal mit traditionellen Ornamenten gestaltete Einband mit dem eingebetteten Wappen des Regierungsbezirks Oberfranken auf grünem Grund sorgt für Wiedererkennungswert. Die Herstellung hat 2012 Schmidt & Buchta aus Helmbrechts übernommen. Die Ausgabe 2015 war die erste unter der Herausgeberschaft von Thomas Kropp.
Das Kalendarium im Anfang des Heftes lässt Platz für Eintragungen und informiert monatsweise über Namenstage, Feiertage, Sonnen- und Mondauf- und -untergang, Mondphasen und -lauf, Sternbilder und Bauernregeln. Die heimatkundlichen Beiträge reichen von Anekdoten, Erzählungen und Sagen bis zu naturkundlichen, geologischen und lokalgeschichtlichen Abhandlungen. Die Beiträge sind verwandt mit Aufsätzen der Mitgliedshefte von FGV und FWV und der 1991 eingestellten Kulturwarte. Autoren sind beispielsweise Karl Bedal, Dietmar Herrmann, Otto Knopf, Kurt Mühlhäußer, Friedrich Wilhelm Singer und Alfred Völkel.